# Тертер (село)
Вижте пояснителната страница за други значения на Тертер.
Тертер е село в Североизточна България, община Кубрат, област Разград.

## География
Тертер се намира в хълмиста област. В землището има т.нар. пояси – залесени ивици, които защитават полето от вятърна ерозия.
На югоизток землището граничи с голям горски масив.
Северно от селото (1,5 – 2 км) е минавала границата между Румъния и България от преди 1940 и могат все още да се видят маркиращите гранични камъни.
В североизточна посока има каменна кариера (работеща) в околностите на старо речно русло.

## История
Жителите на селото са българи, основно преселени от село Черна (Тулчанско, Северна Добруджа, Румъния) по Крайовската спогодба от 1940 г. Подобно е населението и на близките села Нова Черна, Белица и Стефан Караджа. През 1959 г. село Генерал Добрево се присъединява към село Тертер с Указ № 582 / обн. на 29 декември 1959 г.

## Културни и природни забележителности
Живописен е районът около старата каменна кариера, която е в каньон на праисторическа река. Каньонът е изсечен в отвесни варовикови скали с няколко пещери. Някои от тези пещери са лесно достъпни.
Според официалните данни на НАИМ към БАН в землището на селото е разкрит един археологически обект с национално значение - единична могила в местността „Ююк йана“. В селото се намират две недвижими културни ценности - Къщата на Велико Георгиев Икономов и Къщата на Марин Димитров Парашкевов,(за съжаление която вече не съществува.Бе закупена от човек от съседното село и съборена до основи )обявени за архитектурно-строителна ценност на 22 август 1983 г. 

## Редовни събития
Ежегодният събор е на 28 август (Св. Богородица), по-точно последната събота на август.

## Личности
Родени в Тертер:
- Никола Славев (р. 1953), български офицер, бригаден генерал